# Lignerolle
Lignerolle ist eine politische Gemeinde im Distrikt Jura-Nord vaudois des Kantons Waadt in der Schweiz.

## Geographie
Lignerolle liegt auf 760 m ü. M., 6 km westnordwestlich von Orbe und 14 km westsüdwestlich der Bezirkshauptstadt Yverdon-les-Bains (Luftlinie). Das Bauerndorf erstreckt sich am Südhang des Suchet in einer Geländemulde, nördlich des Tals der Orbe.
Die Fläche des 10,6 km² grossen Gemeindegebiets umfasst einen Abschnitt des Waadtländer Juras. Der Gemeindeboden erstreckt sich vom Jurafuss nach Nordwesten über den dicht bewaldeten und durch zwei Tälchen gegliederten Steilhang (Les Fourmillières und Montoulevet) bis auf die Antiklinale des Suchet. Auf der Höhe Bel Coster wird mit 1415 m ü. M. der höchste Punkt von Lignerolle erreicht. Hier befinden sich ausgedehnte Jurahochweiden mit den typischen mächtigen Fichten, die entweder einzeln oder in Gruppen stehen. Im Südwesten reicht das Gebiet bis zum Flusslauf der Orbe, die hier in einem tief eingeschnittenen Tal fliesst. Von der Gemeindefläche entfielen 1997 4 % auf Siedlungen, 47 % auf Wald und Gehölze und 49 % auf Landwirtschaft.
Zu Lignerolle gehören die Hofsiedlung La Bessonne (1090 m ü. M.) am Südhang der Suchet-Antiklinale sowie einige Einzelhöfe. Nachbargemeinden von Lignerolle sind Ballaigues, Les Clées und L’Abergement im Kanton Waadt sowie Jougne im angrenzenden Frankreich.

## Bevölkerung
Mit 462 Einwohnern (Stand 31. Dezember 2023) gehört Lignerolle zu den kleinen Gemeinden des Kantons Waadt. Von den Bewohnern sind 94,6 % französischsprachig, 3,0 % deutschsprachig und 0,9 % italienischsprachig (Stand 2000). Die Bevölkerungszahl von Lignerolle belief sich 1900 auf 308 Einwohner. Danach pendelte sie um 300 Einwohner, ging bis 1980 auf 262 Einwohner zurück, seither wurde wieder eine deutliche Bevölkerungszunahme beobachtet.

## Wirtschaft
Lignerolle war bis Mitte des 20. Jahrhunderts ein vorwiegend durch die Landwirtschaft geprägtes Dorf. Auf den fruchtbaren Böden am Jurafuss wird hauptsächlich Ackerbau betrieben, in Dorfnähe gibt es einige Obstbäume, während auf den Jurahöhen Viehzucht und Milchwirtschaft vorherrschen. Weitere Arbeitsplätze gibt es in der Holzverarbeitung und im lokalen Kleingewerbe. In den letzten Jahrzehnten hat sich Lignerolle zu einer Wohngemeinde entwickelt. Viele Erwerbstätige sind deshalb Wegpendler, die in Orbe oder Yverdon arbeiten.

## Verkehr
Die Gemeinde ist verkehrstechnisch gut erschlossen. Sie liegt an der Hauptstrasse von Orbe nach Vallorbe oder über den Jougnepass nach Pontarlier in Frankreich. Seit 1989, als die Autostrasse A9 eröffnet wurde, ist der Ortskern von Lignerolle vom Transitverkehr entlastet. Die A9 verläuft unterhalb des Ortes mit mehreren Lehnenviadukten entlang des nördlichen Talhangs der Orbe. Durch den Postautokurs, der von Orbe nach Vallorbe verkehrt, ist Lignerolle an das Netz des öffentlichen Verkehrs angebunden.

## Geschichte
Die erste urkundliche Erwähnung des Ortes erfolgte 1165 unter dem Namen Lineroles. Später erschienen die Bezeichnungen Lineroules (1228) und Lignerolles (1867). Der Ortsname wird auf das lateinische Wort linum (Flachs) zurückgeführt. Lignerolle gehörte seit dem Mittelalter zur Herrschaft Les Clées. Von dieser trennte es sich 1302 und bildete zusammen mit dem Nachbarort Ballaigues eine eigene kleine Herrschaft. Der Ort kannte einen gewissen Wohlstand dank seiner Lage an der Handelsstrasse über den Jougnepass. Mit der Eroberung der Waadt durch Bern im Jahr 1536 wurde Lignerolle Teil der Landvogtei Yverdon. Nach dem Zusammenbruch des Ancien Régime gehörte das Dorf von 1798 bis 1803 während der Helvetik zum Kanton Léman, der anschliessend mit der Inkraftsetzung der Mediationsverfassung im Kanton Waadt aufging. Lignerolle wurde 1798 dem Bezirk Orbe zugeteilt.
Die Sperrstelle Lignerolle wurde ab Juli 1938 gebaut. Sie bildete die zweite Verteidigungslinie auf der Angriffsachse, die über die Strasse von Jougne führt.
Das Befestigungsdispositiv umfasst 15 Bunker sowie rund 20 Tanksperren und Panzerhindernisse.

## Sehenswürdigkeiten
Die Pfarrkirche Saint-Vit ist bereits 1228 erwähnt und geht wahrscheinlich auf ein Gotteshaus aus dem 9. Jahrhundert zurück. Die Kirche fiel im 15. Jahrhundert einem Brand zum Opfer. Sie wurde danach wieder aufgebaut, während der Chor von 1400 in den Neubau integriert wurde. Das sogenannte Schloss von Lignerolle, eigentlich ein befestigtes Haus, wurde im 17. Jahrhundert erbaut.

## Bilder

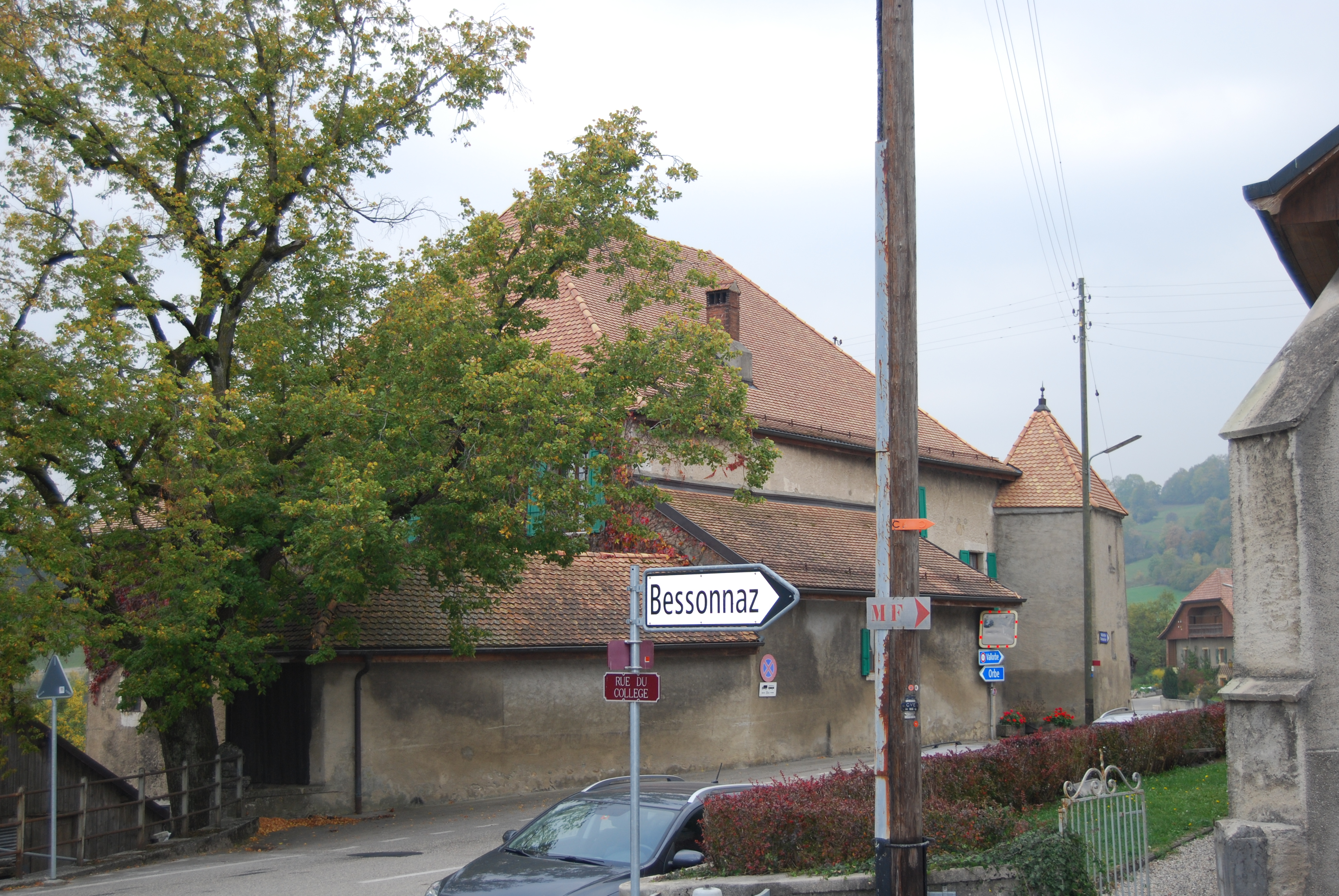
Das sogenannte Schloss von Lignerolle
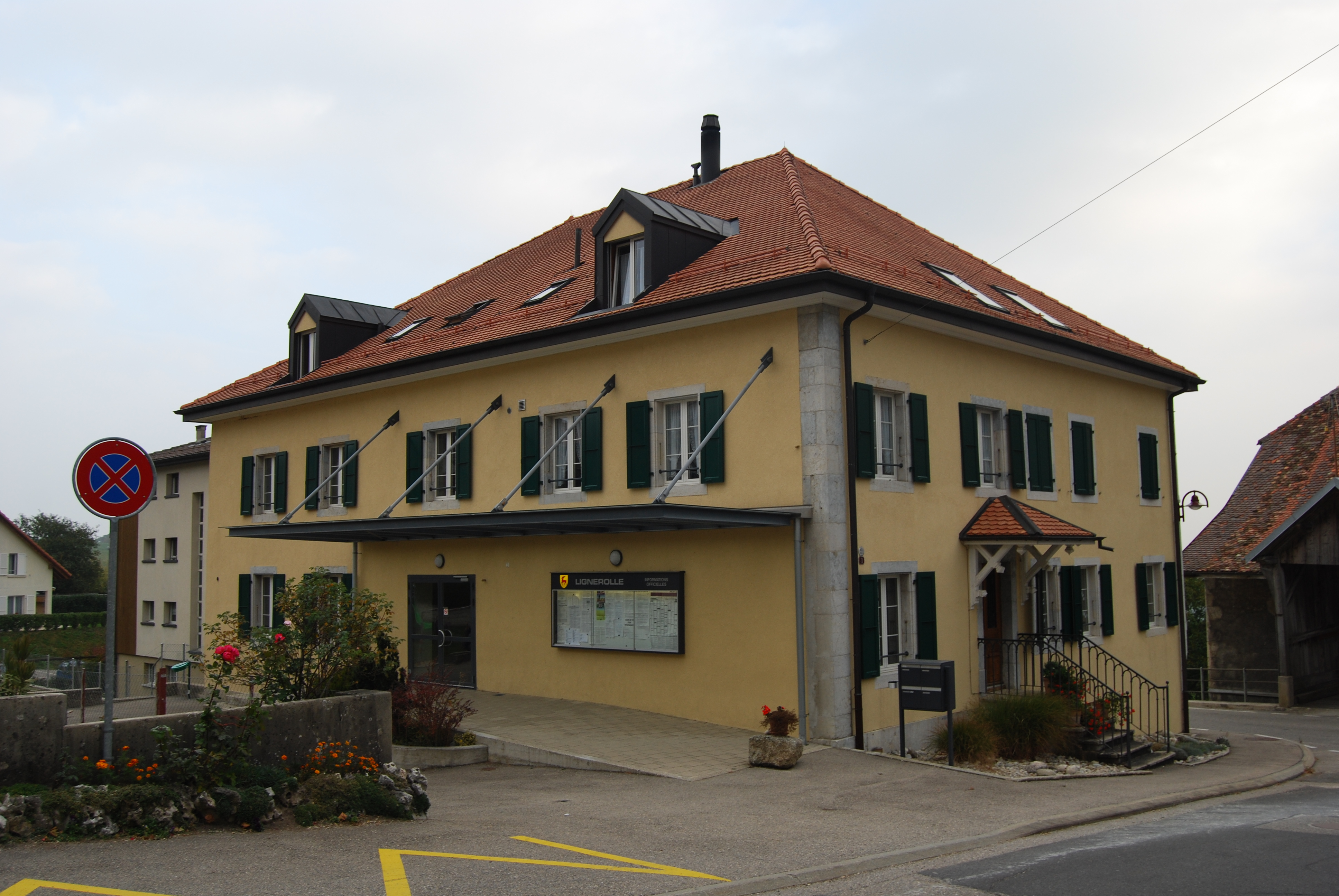
Gemeindehaus
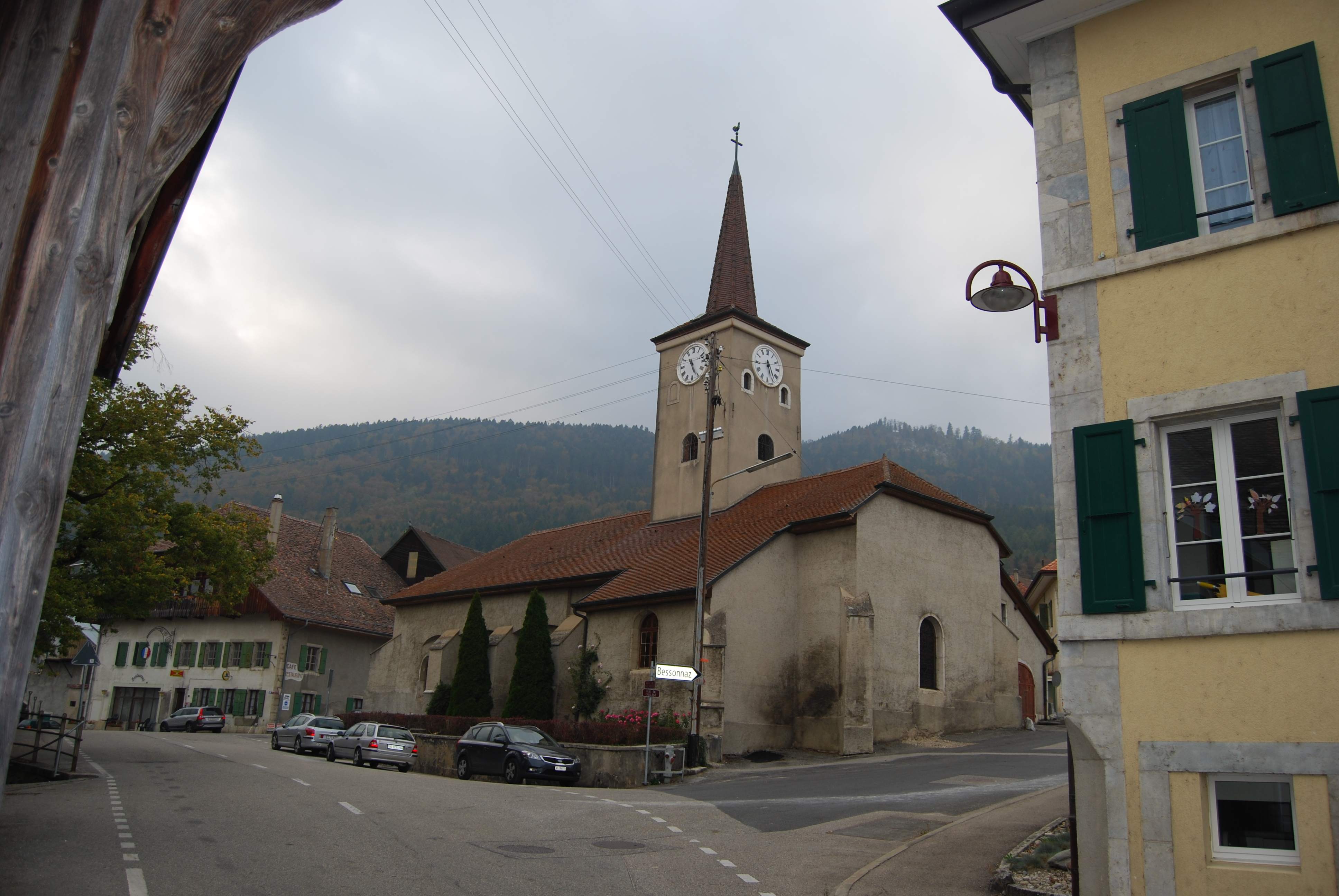
Pfarrkirche Saint Vit